# Leo Inácio
Leonardo Inácio Raphael Nunes mais conhecido como Léo Inácio (Rio de Janeiro, 14 de setembro de 1976), é um ex-futebolista brasileiro que atuava como meia.

## Carreira
Como jogador, destacou-se no futebol carioca, sendo um dos poucos futebolistas que defenderam os 4 grandes clubes do Rio de Janeiro.
Léo atuou em diversos clubes brasileiros como Flamengo (aonde iniciou a sua carreira), Vasco da Gama e Grêmio, e também no Brussels da Bélgica. Participou também do Campeonato Mundial de Futebol Sub-20 de 1995 pela Seleção Brasileira, que terminou com o vice-campeonato. Passou pelo Miami FC dos Estados Unidos e seu último clube foi o Audax.

## Títulos
Flamengo
- Taça Libertad: 1993
- Copa Ouro Sul-Ameriacana: 1996
- Copa dos Campeões Mundiais: 1997
- Copa Rede Bandeirante: 1997
- Campeonato Carioca: 1996, 1999, 2000
- Copa Mercosul: 1999[2]
- Taça Guanabara: 1996, 1999
- Taça Rio: 1996, 2000

Grêmio
- Serie B do Brasileiro: 2005

Audax Rio
- Copa Rio: 2010

### Campanhas em Destaque
Seleção Brasileira
- Mundial Sub-20: 1995 (2º colocado)

## Prêmios Individuais
Audax
- Campeonato Carioca - Série B: 2011 (Seleção do Campeonato)